# Anna Louise Beer
Anna Louise Beer (geborene Meek; * 12. Juni 1924 in Kabelvåg; † 24. März 2010 in Oslo)  war eine norwegische Juristin, Richterin, Frauenrechtlerin und Politikerin. Von 1973 bis 1979 war sie Präsidentin des norwegischen Frauennationalrats Norske Kvinners Nasjonalråd, einer Dachorganisation der Frauenbewegung.

## Beruf
Sie studierte an der Universität Oslo Rechtswissenschaften und schloss ihr Studium 1949 ab. Sie arbeitete dann im Justiz- und Polizeiministerium, war Hilfsrichterin und wurde 1957 als Rechtsanwältin zugelassen. Seit 1964 war sie Rechtssekretärin am Obersten Gerichtshof, d. h. Rechtsberaterin des Gerichts. Ab 1972 war sie Richterin am Nachlassgericht Oslo und von 1988 bis 1994 Präsidentin des Gerichts. Sie war in den 1970er Jahren mehrmals als Kandidatin für das Richteramt am Obersten Gerichtshof im Gespräch, wurde aber nie ernannt. Sie veröffentlichte mehrere Bücher über Erbrecht.

## Politik und Frauenrechte
Von 1960 bis 1962 war sie Vorsitzende des Vereins der Juristinnen und von 1973 bis 1979 Präsidentin des Norwegischen Frauennationalrats, einer Dachorganisation der Frauenbewegung die fast eine halbe Million Mitglieder vertrat. Sie nahm an der Weltfrauenkonferenz 1975 teil. Sie war ebenfalls in der Norsk Kvinnesaksforening aktiv. Beer galt als eher konservativ; sie war in den 1970er Jahren als Gegnerin der selbstbestimmten Abtreibung bekannt.
Sie war von 1977 bis 1978 Mitglied des Stadtrats von Oslo und vertrat die liberale Partei Det Nye Folkepartiet, die 1972 im Zusammenhang mit dem Volksabstimmung über den Beitritt zur Europäischen Wirtschaftsgemeinschaft aus dem Europafreundlichen Flügel der Liberalen Partei gebildet wurde. Sie war auch von 1979 bis 1983 Mitglied des Berufungsausschusses für die Gleichstellung der Geschlechter (Klagenemnda for likestilling) und von 1980 bis 1984 Mitglied der nationalen Steuerkommission.

## Ehrungen
Sie wurde zum Ritter Erster Klasse des Sankt-Olav-Ordens ernannt.

## Familie
Sie war Tochter des Richters Knut Sigvald Meek.

## Publikationen (Auswahl)
- 1984 Hva du bør vite om arv og skifte, Grøndahl, ISBN 82-504-0668-0
- 1997 Arv, testament, skifte, Forbrukerrådet/Justisdepartementet
- 2001 Arv og skifte i praksis, Cappelen, ISBN 978-82-02-19911-1